# Hetaeria anomala
Hetaeria anomala är en orkidéart som beskrevs av John Lindley. Hetaeria anomala ingår i släktet Hetaeria och familjen orkidéer. Inga underarter finns listade i Catalogue of Life.